# Dracó III
Dracó III (en llatí Dracon, en grec Δράκων)) fou segons Suides fill d'Hipòcrates, probablement Hipòcrates IV. Va ser el metge personal de Roxana l'esposa d'Alexandre el Gran, a la part final del segle iv aC.